# Arquidiócesis de Pekín
La arquidiócesis de Pekín o de Beijing (en latín: Archidioecesis Pechimensis; en chino tradicional, 天主教北京總教區; en chino simplificado, 天主教北京总教区) es una circunscripción eclesiástica de la Iglesia católica en China. Se trata de una arquidiócesis latina, sede metropolitana de la provincia eclesiástica de Pekín. Desde el 21 de septiembre de 2007 su arzobispo es Joseph Li Shan, quien fue designado por la Asociación Patriótica Católica China y confirmado de inmediato por la Santa Sede. La Asociación Patriótica Católica China redujo la arquidiócesis a diócesis de Pekín, sin asentimiento de la Santa Sede y en fecha no precisada.

## Territorio y organización

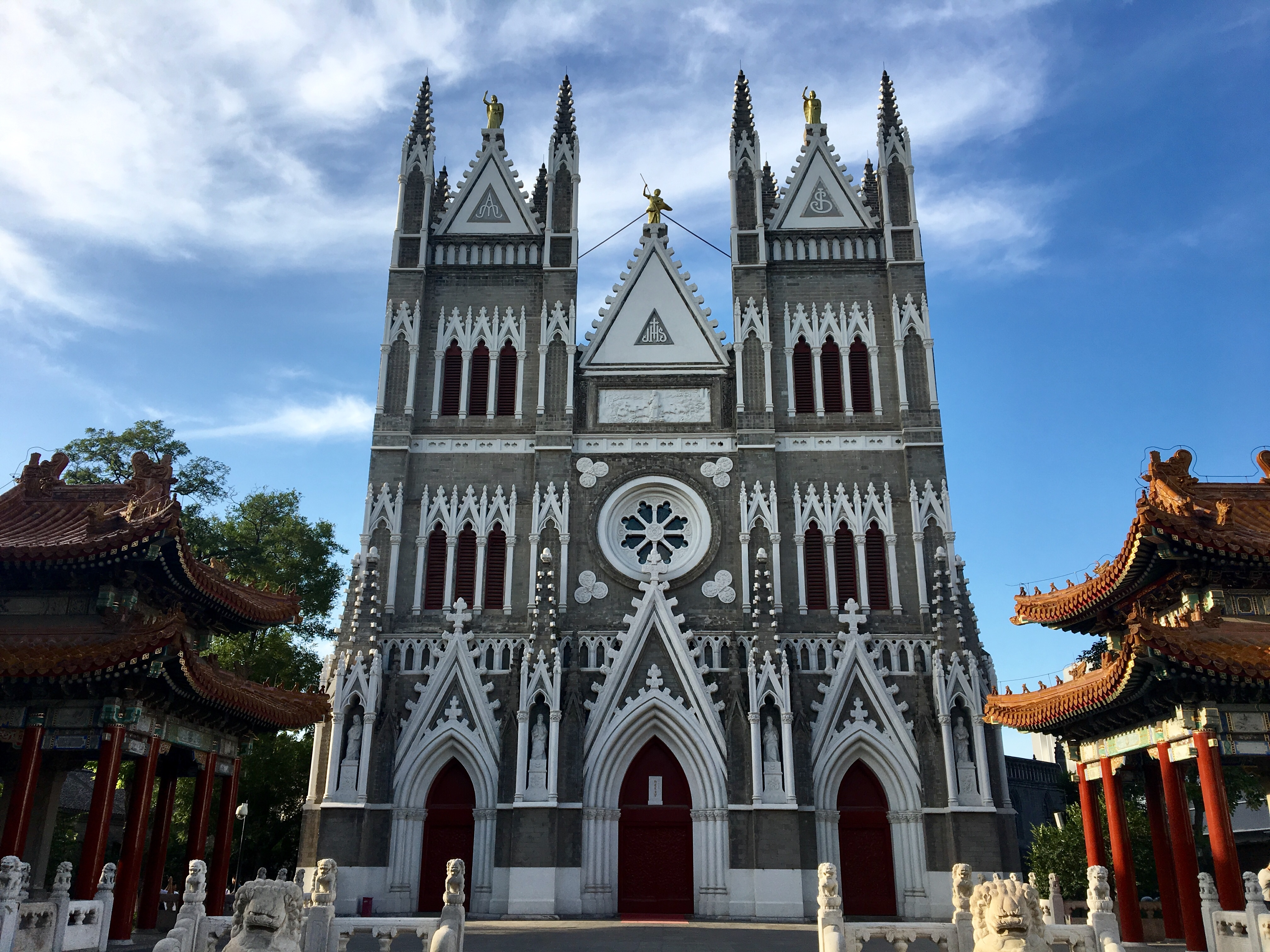
Antigua Catedral del Salvador en Pekín, también conocida como Pé-Tang o Beitang

La arquidiócesis tiene 30 000 km² y extiende su jurisdicción sobre los fieles católicos de rito latino residentes en el municipio de Pekín y alrededores.
La sede de la arquidiócesis se encuentra en la ciudad de Pekín, en donde se halla la Catedral de la Inmaculada Concepción. 
La arquidiócesis tiene como sufragáneas a las diócesis de: Anguo, Baoding, Chengde, Daming, Jingxian, Shunde, Tianjin, Xianxian, Xuanhua, Yongnian, Yongping, Zhaoxian y Zhengding.
En 1949 en la arquidiócesis existían 75 parroquias.

## Historia

### La diócesis medieval
La primera presencia católica en China se remonta a la época del dominio mongol en el país, en el siglo XIII. Bajo la dinastía Yuan, en 1307, se erigió la arquidiócesis metropolitana de Janbalic, nombre con el que se conocía entonces a la actual ciudad de Pekín: en ella ejerció su ministerio durante 20 años del cristianismo chino. En 1313 se erigió una segunda sede episcopal china, la diócesis de Zayton.
Según el Provincial publicado por Konrad Eubel en su Hierarchia catholica y fechado en el siglo XIV, 6 sufragáneas formaban parte de la provincia eclesiástica de Janbalic: Zayton, Caffa, Sarai (luego sede metropolitana), Tanais, Montis Caspiorum seu Cumuchensis y Almalik.
Con el fin del dominio mongol y el comienzo de la dinastía Ming (en 1368) se iniciaron una serie de persecuciones contra los cristianos que pusieron fin a este primer intento de evangelizar China.

### La diócesis dependiente delPadroadoportugués
En la segunda mitad del siglo XVI se reanudaron las misiones católicas en China y en 1576 se erigió una nueva diócesis en la colonia portuguesa de Macao.
Los primeros misioneros en llegar a Pekín fueron los jesuitas con Matteo Ricci en 1601; cuatro años más tarde se erigió la primera iglesia católica de la capital, conocida como Nantang. En 1609 ya había casi 2000 bautizados, según cuenta Ricci en su correspondencia.
El 10 de abril de 1690 se erigió la diócesis de Pekín con la bula Romani Pontificis del papa Alejandro VIII, obteniendo el territorio de la diócesis de Macao. Era sufragánea de la arquidiócesis de Goa en India y estaba bajo el control del Padroado real de Portugal.
Sin embargo, la bula de erección de la diócesis no especificó sus límites territoriales. Así, el 15 de octubre de 1696, con el breve E sublimi Sedis del papa Inocencio XII, se definieron los límites de la diócesis, incluso en tres provincias chinas (Pekín, Shandong y Liaoning). Los vicariatos apostólicos de Shansi (hoy arquidiócesis de Taiyuan) y de Shensi (hoy arquidiócesis de Xi'an) se erigieron posteriormente en los territorios desmembrados de la diócesis de Pekín.
En 1782 la diócesis no tenía cabildo ni monasterio alguno, ni masculino ni femenino; los sacerdotes eran poco más de veinte, incluidos los misioneros.
El último obispo portugués en ser nominado, Joaquim da Souza Saraiva, nunca pisó Pekín debido a la persecución que asolaba la capital en ese momento. Permaneció en Macao, manteniendo el título de obispo de Pekín hasta su muerte en 1818. Posteriormente, la Santa Sede dejó de aprobar a los obispos propuestos por el gobierno de Lisboa, prefiriendo el nombramiento de administradores apostólicos.
El 9 de septiembre de 1831 cedió una porción de su territorio para la erección del vicariato apostólico de Corea (hoy arquidiócesis de Seúl) mediante el breve Ex debito del papa Gregorio XVI.
El 14 de agosto de 1838 cedió otra porción de su territorio para la erección del vicariato apostólico de Liaotong (hoy arquidiócesis de Fengtian) mediante el breve Ex debito del papa Gregorio XVI.
El 3 de septiembre de 1839 cedió otra porción de territorio para la erección del vicariato apostólico de Shantung (hoy arquidiócesis de Jinan) mediante el breve Ex pastoralis del papa Gregorio XVI. Con estas decisiones, la Santa Sede limitó el territorio de la diócesis de Pekín únicamente a la región Ce-Li.
El 21 de febrero de 1857 la Santa Sede y el Gobierno portugués firmaron un concordato, que ya no preveía la existencia de las diócesis de Pekín y Nankín; fue el primer paso formal hacia la supresión de estas dos diócesis.

### La arquidiócesis moderna de Pekín
El 30 de mayo de 1856 la diócesis fue efectivamente suprimida por el papa Pío IX y su territorio dividido en tres nuevos vicariatos apostólicos en virtud de la breve Pastorum principis: Pekín Septentrional, Pekín Oriental (hoy diócesis de Xianxian) y Pekín Occidental (hoy diócesis de Zhengding). Esta decisión de la Santa Sede supuso el fin del patronato portugués sobre la diócesis y, en consecuencia, la sustitución de los misioneros portugueses por los lazaristas franceses.
Posteriormente, el vicariato apostólico de Pekín Septentrional tomó el nombre de vicariato apostólico de Ce-Li septentrional o Pekín.
El 23 de diciembre de 1899 cedió una porción de su territorio para la erección del vicariato apostólico de Ce-li Oriental (hoy diócesis de Yongping) mediante el breve Quae catholico nomini del papa León XIII.
El 14 de febrero de 1910 cedió otra porción de su territorio para la erección del vicariato apostólico de Ce-li Central (hoy diócesis de Baoding) mediante el breve Nobis in sublimi del papa Pío X.
El 27 de abril de 1912 cedió otra porción de su territorio para la erección del vicariato apostólico de Ce-li Marítimo (hoy diócesis de Tianjin) mediante el breve Nobis in hac del papa Pío X.
El 3 de diciembre de 1924 el vicariato apostólico tomó el nombre de vicariato apostólico de Pekín en virtud del decreto Vicarii et Praefecti de la Congregación de Propaganda Fide.
El 10 de mayo de 1926 cedió otra porción de su territorio para la erección del vicariato apostólico de Xuanhuafu (hoy diócesis de Xuanhua) mediante el breve Expedit et del papa Pío XI.
El 25 de mayo de 1929 cedió otra porción de su territorio para la erección de la misión sui iuris de Yixian (hoy prefectura apostólica de Yixian) mediante el breve Cum venerabilis del papa Pío XI.
El 11 de abril de 1946 el vicariato apostólico fue elevado al rango de arquidiócesis metropolitana con la bula Quotidie Nos del papa Pío XII.
Tras la derrota japonesa en la Segunda Guerra Mundial y la retirada de sus tropas de China, el Partido Comunista de China se impuso en la guerra civil, y Pekín cayó en sus manos el 31 de enero de 1949. La República Popular China fue proclamada el 1 de octubre de 1949. En 1951 China comunista y la Santa Sede rompieron relaciones diplomáticas, reconociendo la Santa Sede a la República de China en Taiwán como el legítimo gobierno chino. 
Del 16 al 17 de septiembre de 1951 los círculos católicos de Pekín celebraron el primer congreso al que asistieron casi 500 personas, establecieron el Comité de Reforma Católica de Pekín y organizaron a representantes de varias parroquias para exponer a los misioneros llamados “imperialistas”. Luego todos los misioneros extranjeros fueron expulsados de China comunista. 
La Asociación Patriótica Católica China fue creada con el apoyo de la Oficina de Asuntos Religiosos de la República Popular de China en 1957, con el objetivo de controlar las actividades de los católicos en China. Su nombre público es Iglesia católica china y es referida como la "Iglesia oficial" en contraposición a la "Iglesia subterránea" o "Iglesia clandestina" leal a la Santa Sede.
En 1958, durante el movimiento de Dedicación de Iglesias y Templos, la catedral fue entregada al Estado.
En 1959 la arquidiócesis de Pekín eligió y ordenó obispo a Joseph Yao Guang-yu, pero no fue reconocido por la Santa Sede.
En el período de 1966 a 1976 la Revolución Cultural se ensañó especialmente contra la religión, destruyéndose numerosas iglesias. En agosto de 1966 todas las iglesias de la arquidiócesis de Pekín fueron cerradas y el clero fue enviado a campos de trabajo.
En 1979 la Asociación Patriótica Católica China nombró a Michel Fu Tieshan como obispo de Pekín. La Santa Sede, para no perturbar un momento tan delicado como el despertar de la fe en el país, no presentó ninguna protesta oficial. 
En 2003, el obispo "oficial" de Pekín, Michel Fu Tieshan, fue nombrado vicepresidente de la Asamblea Popular Nacional de China, el órgano legislativo más importante de China. El Gobierno chino aprobó tres documentos que rigen los procedimientos de la Iglesia oficial, con el fin de fortalecer el control sobre la misma.
La esperanza de una mejora en la condición de los católicos chinos se regeneró con la ordenación, el 21 de septiembre de 2007, del nuevo obispo de Pekín, Joseph Li Shan, para llenar un vacío que duró 40 años. El último obispo de la capital fiel a la Santa Sede había sido nombrado, de hecho, en 1967. La ordenación de Li Shan, elegido por la Asociación Patriótica Católica China con la aprobación de la Santa Sede, no fue sancionada por un acuerdo formal entre China y la Santa Sede, pero sin embargo contó con la aprobación tácita de ambas partes.
El 22 de septiembre de 2018 se firmó en Pekín el Acuerdo provisional entre la Santa Sede y la República Popular de China sobre el nombramiento de los obispos. El 22 de octubre de 2020 el acuerdo fue prorrogado por otros dos años y en octubre de 2022 por otros dos años más.

## Estadísticas
De acuerdo al Anuario Pontificio 2002 la arquidiócesis tenía a fines de 1949 un total de 215 915 fieles bautizados.
| Año                                                                             | Población            | Población | Población      | Sacerdotes | Sacerdotes    | Sacerdotes    | Bautizados por sacerdote | Diáconos permanentes | Religiosos | Religiosos | Parroquias |
| Año                                                                             | Bautizados católicos | Total     | % de católicos | Total      | Clero secular | Clero regular | Bautizados por sacerdote | Diáconos permanentes | Varones    | Mujeres    | Parroquias |
| ------------------------------------------------------------------------------- | -------------------- | --------- | -------------- | ---------- | ------------- | ------------- | ------------------------ | -------------------- | ---------- | ---------- | ---------- |
| 1949                                                                            | 215 915              | ?         | ?              | 119        | 80            | 39            | 1814                     |                      | 400        | 300        | 75         |
| Fuente: Catholic-Hierarchy, que a su vez toma los datos del Anuario Pontificio. |                      |           |                |            |               |               |                          |                      |            |            |            |

## Episcopologio

### Obispos de Pekín
- Bernardino Della Chiesa, O.F.M. † (10 de abril de 1690-21 de diciembre de 1721 falleció)[27]
  - Manuel Jesu-Maria-José, O.F.M. † (administrador apostólico)
  - Carlo Orazi da Castorano, O.F.M. † (1721-1725 falleció) (administrador apostólico)[27]
- Francisco de la Purificación, O.S.A. † (21 de febrero de 1725-31 de julio de 1731 falleció)[nota 1]
  - Sede vacante (1731-1740)
- Polycarpo de Sousa, S.I. † (19 de diciembre de 1740-26 de mayo de 1757 falleció)
  - Sede vacante (1757-1778)
- Giovanni Damasceno Salustri della Concezione, O.A.D. † (20 de julio de 1778-24 de septiembre de 1781 falleció)
- Alexandre de Gouveia, T.O.R. † (16 de diciembre de 1782-6 de julio de 1808 falleció)
- Joaquim da Souza Saraiva, C.M. † (6 de julio de 1808 por sucesión-18 de febrero de 1818 falleció)
  - Sede vacante (1818-1856)[nota 2]
  - Sede suprimida

### Vicarios apostólicos de Ce-li Septentrional
- Joseph-Martial Mouly, C.M. † (30 de mayo de 1856-4 de diciembre de 1868 falleció)
- Edmond-François Guierry, C.M. † (4 de diciembre de 1868 por sucesión-21 de enero de 1870)
- Louis-Gabriel Delaplace, C.M. † (21 de enero de 1870-24 de mayo de 1884 falleció)
- François-Ferdinand Tagliabue, C.M. † (5 de agosto de 1884-13 de marzo de 1890 falleció)
- Jean-Baptiste-Hippolyte Sarthou, C.M. † (6 de junio de 1890-13 de abril de 1899 falleció)
- Pierre-Marie-Alphonse Favier, C.M. † (13 de abril de 1899 por sucesión-4 de abril de 1905 falleció)
- Stanislas Jarlin, C.M. † (5 de abril de 1905 por sucesión-3 de diciembre de 1924 nombrado vicario apostólico de Pekín)

### Vicarios apostólicos de Pekín
- Stanislas Jarlin, C.M. † (3 de diciembre de 1924 por sucesión-27 de enero de 1933 falleció)
- Paul Leon Cornelius Montaigne, C.M. † (27 de enero de 1933 por sucesión-de abril de 1946 renunció)

### Arzobispos de Pekín
- Thomas Tien Ken-sin, S.V.D. † (11 de abril de 1946-24 de julio de 1967 falleció)
  - Sede vacante
  - Joseph Yao Guang-yu, C.M. † (26 de julio de 1959 consagrado-1964? falleció) (obispo oficial)
  - Michel Fu Tieshan † (21 de diciembre de 1979 consagrado-20 de abril de 2007 falleció) (obispo oficial)
  - Matthias Pei Shang-de, C.D.D. † (29 de junio de 1989 consagrado-24 de diciembre de 2001 falleció) (obispo clandestino)
  - Joseph Li Shan (21 de septiembre de 2007-22 de septiembre de 2018)[28] (obispo oficial)
  - Joseph Li Shan, desde el 22 de septiembre de 2018 (arzobispo oficial aceptado provisionalmente por la Santa Sede)